# Dorothy Parker
Dorothy Parker (West End, 1893. augusztus 22. – New York, 1967. június 7.) amerikai költő, író és kritikus volt, aki leginkább humoráról és elmés megjegyzéseiről ismert.
Művei több magazinban is megjelentek. Az Algonquin Round Table nevű csoport alapító tagja. Miután ez feloszlott, Parker Hollywoodba utazott és forgatókönyvíró lett. 
Műveit zenés formában is feldolgozták; jó példa erre Marcus Paus Hate Songs című dalciklusa.

## Élete
1893-ban született, Dorothy Rothschild néven. Szülei Jacob Henry Rothschild és Eliza Annie voltak. Long Branch-ben (New Jersey) született. Anyja skót származású volt. Ő 1898 júliusában elhunyt. Apja 1900-ben feleségül vette  Eleanor Frances Lewis-t (1851–1903). Parker azonban utálta az apját és a mostohaanyját is; utóbbit "a háziasszonynak" nevezte. Marion Meade szerint ez azonban "nagyrészt téves", mivel Parker barátságos és támogató környezetben nőtt fel. Az Upper West Side-on nott fel, és római katolikus általános iskolában tanult. (Mercedes de Acosta volt az osztálytársa.) Mostohaanyja 1903-ban elhunyt. Parker a Miss Dana's Schoolban folytatta tanulmányait.  1911-ben érettségizett. Apja 1913-ban bekövetkezett halála után egy tánciskolában zongorázott, hogy pénzt keressen.
1914-ben adta el első versét a Vanity Fair magazinnak, néhány hónappal később pedig felfogadták a Vogue magazin szerkesztőasszisztensének.
1917-ben ismerkedett meg II. Edwin Pond Parker (1893–1933) brókerrel, és házasságot kötöttek. Edwin azonban bevonult katonának. Dorothy 1928-ban beadta a válópert. Edwin később Anne E. O’Brien-t vette feleségül, aki 39 éves korában elhunyt. Dorothy Parker később Alan Campbell forgatókönyvíróval házasodott össze.

## Halála
1967. június 7-én hunyt el szívinfarktus következtében. 73 éves volt. Végrendeletében Martin Luther King-ra hagyta otthonát.